# Electroscincus zedi
Electroscincus zedi — викопний вид ящірок родини сцинкових (Scincidae). Описаний у 2024 році.

## Відкриття
Фрагментарні рештки невеликої ящірки виявлені у бірманському бурштині, який зібрано приблизно за 100 км на захід від міста М'їтк'їна у долині Гукаунг у штаті Качин на півночі М'янми. Зразок містить дві відокремлені луски, остеодерми, кістки кінцівок і чотири хвостові хребці, що належать одній дорослій або напівдорослій особині.

## Назва
Родова назва є поєднанням латинських слів elektrum (бурштин) і scincus (сцинк). Видовий епітет zedi відноситься до дзвоноподібних ступ (бірманською мовою — စေတီ, zèdì), у яких зберігаються реліквії в бірманських буддистських храмах, посилаючись на гладкий бурштин, у якому зберігаються скам'янілі останки.

## Опис
Маленька ящірка з орієнтовною довжиною тіла (SVL) 30 мм. Electroscincus zedi відрізняється від усіх інших відомих ящірок з мезозою наявністю складних остеодерм, розташованих у шаховому порядку навколо тіла, що підтверджує його розміщення у родині Scincidae. Його включення до Scincidae також підтверджується наявністю циклоїдної луски навколо тіла, що покриває складні остеодерми (у деяких Cordyliformes складні остеодерми присутні лише в лусках черевної поверхні). Остеодерми дуже відрізняються від прямокутних і складних парамацелодідних остеодерм.